# 햇무리교 (세종시)
햇무리교는 세종특별자치시 한솔동과 세종특별자치시 세종동을 잇는 금강의 다리이다. 인근에 세종국책연구단지가 위치해 있으며 2012년 4월 착공하였다. 별칭으로 금강3교라고도 한다. 총연장 821m의 다리이다. 건설하는 데 총523억원의 비용이 들었다.

## 연혁
- 2012년 4월: 햇무리교 착공